# Francine York
Francine York (született Francine Yerich) (Aurora, Minnesota, 1936. augusztus 26. – Van Nuys, Kalifornia, 2017. január 6.) amerikai színésznő.

## Filmjei

### Mozifilmek
- The Sergeant Was a Lady (1961)
- It's Only Money (1962)
- Wild Ones on Wheels (1962)
- Secret File: Hollywood (1962)
- Dilidoki (The Nutty Professor) (1963)
- Dajkamesék hölgyeknek (Bedtime Story) (1964)
- Szabálytalan szabályos (The Disorderly Orderly) (1964)
- Space Probe Taurus (1965)
- Mutiny in Outer Space (1965)
- Trickle Me (1965)
- Családi ékszerek (The Family Jewels) (1965)
- Rablófogócska (Ride to Hangman's Tree) (1967)
- Cannon for Cordoba (1970)
- Welcome Home, Soldier Boys (1971)
- The Doll Squad (1973)
- The Centerfold Girls (1974)
- Half a House (1975)
- Zero to Sixty (1978)
- Smorgasbord (1983)
- Gengszterakadémia (The Under Achievers) (1987)
- Marylin Alive and Behind Bars (1992)
- A nagy hajcihő (The Big Tease) (1999)
- Segítség, apa lettem (The Family Man) (2000)
- Hercules in Hollywood (2005)
- Csoda Sage Creek-ben (Miracle at Sage Creek) (2005)
- Astro Zombies: M3 – Cloned (2010)

### TV-filmek
- The Untouchables, a The Butscher's Boy epizódban (1963)
- Burke’s Law (1964–1965, öt epizódban)
- Perry Mason (1965–1966, két epizódban)
- Batman (1966, két epizódban)
- It Takes a Thief (1968, három epizódban)
- Ironside (1968–1969, két epizódban)
- Love, American Style (1969–1972, három epizódban)
- The Odd Couple, a They Use Horse Radish, Don't They epizódban (1971)
- Mannix (1971, két epizódban)
- Bewitched, a Bewitched, Bothered and Baldoni epizódban (1971)
- Kojak, a Slay Ride epizódban (1974)
- Columbo, az Elfeljtett hölgy (Forgotten Lady) epizódban (1975)
- Petrocelli, a The Falling Star és a The Sleep of Reason epizódokban (1975–1976)
- San Francisco utcáin (The Streets of San Francisco) (1974–1977, három epizódban)
- Ármány és szendedély (Days of Our Lives) (1978, 26 epizódban)
- Masquerade (1984, két epizódban)
- Mr. Belvedere (1989, két epizódban)

## További információ
- Francine York a PORT.hu-n (magyarul)
- Francine York az Internetes Szinkronadatbázisban (magyarul)
- Francine York az Internet Movie Database-ben (angolul)
- Francine York a Rotten Tomatoeson (angolul)